# Peräluoto (ö i Kymmenedalen, Kotka-Fredrikshamn, lat 60,54, long 27,78)
Peräluoto är en ö i Finland.   Den ligger i kommunen Vederlax i den ekonomiska regionen  Kotka-Fredrikshamn  och landskapet Kymmenedalen, i den södra delen av landet, 160 km öster om huvudstaden Helsingfors.